# Motín de Arequito
El Motín de Arequito fue la sublevación del Ejército del Norte de las Provincias Unidas del Río de la Plata contra la autoridad del Directorio, llevada a cabo en Arequito, provincia de Santa Fe, Argentina, el 8 de enero de 1820, mediante la cual este se apartó de la guerra civil contra los federales e intentó retornar al frente norte para continuar el auxilio en la lucha contra los realistas del Alto Perú, y que tuvo como consecuencias la desintegración final del Directorio como resultado de su derrota en la Batalla de Cepeda, el comienzo de la Anarquía del Año XX y la extinción a largo plazo del propio Ejército del Norte. 

## El federalismo en el Río de la Plata
Producida la Revolución de Mayo en Buenos Aires, la capital del Virreinato del Río de la Plata, los sucesivos gobiernos patrios surgidos desde ese entonces pretendieron gobernar todas las provincias que habían compuesto el territorio del antiguo virreinato esgrimiendo el argumento de que, al cesar el gobierno del rey de España, los derechos de este retrovertían al pueblo. Pero, a partir de la disolución de la Junta Grande, quedó claro que la pretensión de la ciudad de Buenos Aires era gobernar al país a través de un centro unitario de poder, consultando lo menos posible a los demás pueblos (en la terminología de la época, “pueblos” se refiere a las ciudades, origen de la conformación política en la América española), continuando con la forma de gobierno central diseñada desde la época virreinal. 
Las ciudades subalternas, en nombre de sus territorios, reclamaron insistentemente tener igual participación en el gobierno nacional y nombrar sus propios gobernantes. Durante años, los distintos gobiernos surgidos en Buenos Aires se esforzaron en sentido contrario: todos los gobernadores de las antiguas intendencias o provincias eran nombrados directamente por el gobierno central, y la representación de la ciudad de Buenos Aires siempre fue mayor que la de las demás en los cuerpos colegiados que se formaron. Por otro lado, varios de los gobiernos centrales de las provincias cayeron por golpes de estado organizados en Buenos Aires exclusivamente, y el gobierno nacional que siguió a cada uno fue, invariablemente, nombrado por el cabildo porteño.
La reacción de las provincias fue lenta, pero inevitable y provocó el desmembramiento de los territorios de las antiguas provincias. 
La primera respuesta efectiva a la pretensión porteña de gobernarse por sí misma provino de la Banda Oriental, donde el caudillo José Artigas negó a la capital el derecho de gobernar a su provincia. En 1815, después de más de un año de guerra civil, logró dominar por completo la Provincia Oriental.
Su ejemplo fue seguido por la región del litoral, que hasta ese momento dependía directamente de Buenos Aires, comenzando por Entre Ríos, donde varios caudillos expulsaron a los gobernadores nombrados por el Directorio; el último, el más poderoso y más capaz de estos localistas fue Francisco Ramírez. Con cierto retraso, también la provincia de Corrientes se separó de la obediencia al poder central.
El núcleo del problema se hallaba en la provincia de Santa Fe, que se levantó contra la dominación porteña en 1815 y otra vez en 1816, bajo el mando de Mariano Vera, que luego fue sucedido por Estanislao López. El gobierno central se negó sistemáticamente a permitir que esa tenencia de gobierno se separara de su obediencia y se convirtiera en una provincia, ya que su territorio era paso obligado para las comunicaciones con las provincias del interior. No menos de cinco expediciones militares fueron lanzadas desde Buenos Aires para aplastar la resistencia santafesina, pero fracasaron sin excepción.
No solo las provincias litorales se separaron de la obediencia al Directorio: Salta se dio un gobierno autónomo bajo el mando de Martín Miguel de Güemes, Cuyo se negó a que su gobernador José de San Martín fuera reemplazado, y Córdoba se dio su propio gobierno en la persona de José Javier Díaz, partidario de Artigas. Pero, por distintas razones, las relaciones con el gobierno porteño nunca fueron tan tirantes como las que tenían las provincias del litoral.
El Directorio nunca pensó que podía aceptar otra forma de relación con las demás provincias que la sumisión completa a la autoridad de las Provincias Unidas del Río de la Plata. La idea del federalismo fue repetidamente enunciada por los líderes artiguistas, los gobernantes porteños los tomaron como enemigos internos, a los que llamaron "anarquistas" adjetivación dada en ese entonces aunque con una connotación de "desgobierno" o "desorden".

## El Ejército del Norte y la guerra civil
El Ejército del Norte había sido formado para llevar adelante la guerra de independencia en el Alto Perú contra los realistas; pero, tras el tercer fracaso en Sipe Sipe, quedó debilitado y con acantonado en Tucumán. En teoría, su misión era esperar hasta que las condiciones permitieran reiniciar la reconquista de las provincias altoperuanas.
Pero el Directorio decidió usarlo para aplastar las rebeliones internas: en 1816, dejando una pequeña guarnición en Tucumán, gran parte del ejército fue trasladado a las cercanías de la ciudad de Córdoba. Desde allí, una fracción del Ejército fue utilizada para reponer al teniente gobernador de La Rioja, y a principios del año siguiente, para derrotar al revolucionario federal de Santiago del Estero, Juan Francisco Borges, que fue fusilado. Poco después, otra división del Ejército del Norte ayudó a deponer al gobernador cordobés y a sostener en el mando a sus sucesores unitarios.
En 1818, el director supremo Juan Martín de Pueyrredón decidió reconquistar Santa Fe con un doble ataque: mientras un ejército lo atacaba por el sur, desde el oeste avanzaría una división del Ejército del Norte. La iniciativa fracasó ante la rapidez de los movimientos defensivos de Estanislao López, que en pocos días consiguió detener al jefe de la división llegada desde Córdoba, Juan Bautista Bustos, para después expulsar a los invasores del sur. Un segundo intento con características similares fue igualmente desbaratado a principios de 1819.
El grueso del Ejército del Norte permanecía estacionado en Córdoba, para fastidio de muchos de sus miembros, muy lejos del enemigo realista y dedicado a perseguir a un enemigo «que no presenta batalla ni tiene por qué», en palabras de Belgrano. En abril de 1819, una paz firmada entre el gobierno de Buenos Aires y el de Santa Fe dio esperanzas de solución a los problemas internos, y los oficiales creyeron que volverían al frente norte.
La paz convenció solo a sus firmantes, pero ni Artigas —que se consideraba el superior de López— ni el Directorio quedaron conformes. El jefe oriental esperaba que el gobierno nacional se uniera a su guerra contra los portugueses, que habían invadido la Banda Oriental. Y el nuevo director supremo, José Rondeau, esperaba poder vencer a Santa Fe con ayuda de los mismos portugueses. Llamó en su ayuda al Ejército de los Andes, acantonado en Chile y Cuyo, pero San Martín se negó a obedecer. También ordenó al comandante del Ejército del Norte, Manuel Belgrano, quien sí obedeció, y organizó la marcha hacia el sur.
Por orden de Artigas, Francisco Ramírez cruzó el río Paraná e invadió el norte de la provincia de Buenos Aires, retirándose a continuación. Rondeau organizó su ejército en la capital y marchó a su encuentro, mientras ordenaba a Fernández de la Cruz unírsele en las cercanías de Pergamino.
El 12 de diciembre de 1819 el Ejército del Norte abandonó su campamento en Pilar (Córdoba) y avanzó hacia la provincia de Santa Fe. En la ciudad de Córdoba quedó una guarnición de 80 soldados del Regimiento de Granaderos de Infantería al mando del mayor Francisco Sayós. Esta fuerza se unió al partido artiguista cordobés y algunas montoneras atacaron el Fuerte del El Tío y a la pequeña fuerza de milicianos comandada por el coronel Juan Antonio Álvarez de Arenales, comandante general de armas de Córdoba, en la Villa del Rosario (entonces llamada Ranchos), cuando el ejército había andado pocas leguas de Pilar.
Poco después, Belgrano, que había iniciado la marcha hacia la provincia de Buenos Aires pese a estar convaleciente, empeoró de su enfermedad. De modo que delegó el mando en su jefe de Estado Mayor, Francisco Fernández de la Cruz, y regresó a Tucumán, donde vivía su hija natural. Juan Bautista Bustos quedó como jefe de Estado Mayor.
Desde Tucumán el comandante Felipe Heredia, hermano del coronel Alejandro Heredia del Ejército del Norte, marchó con un destacamento de caballería para apoyar el movimiento federal. José María Paz fue enviado desde Fraile Muerto con un escuadrón a auxiliar a Arenales; al retirarse los montoneros, Paz retornó desde Calchines y alcanzó al resto del ejército el 7 de enero de 1820, poco antes de que acampara en Arequito, posta cercana al río Carcarañá. Durante el trayecto, la fuerza sufrió la deserción de 11 soldados, por lo que Paz debió realizar marcha forzada y exhaustiva vigilancia para impedir el desbande de la mayoría de los soldados que eran santiagueños. Según el relato del entonces coronel Paz en sus Memorias, este se habría enterado por el capitán Juan Gualberto Echeverría del motín que se planeaba para esa noche. Paz reportó la deserción de sus hombres a Fernández de la Cruz, quien lo recriminó, por lo que se dirigió ofuscado a conferenciar con Bustos, decidido a participar del motín. Paz asegura en sus Memorias Póstumas que:

Puedo asegurar con la más perfecta certeza, que no había la menor inteligencia, ni con los jefes federales, ni con la montonera santafesina; que tampoco entró ni por un momento en los cálculos de los revolucionarios, unirse á ellos ni hacer guerra ofensiva al Gobierno, ni á las tropas que podían sostenerlo; tan solo se proponían separarse de la cuestión civil y regresar á nuestras fronteras amenazadas por los enemigos de la independencia; al menos este fue el sentimiento general más ó menos modificado, de los revolucionarios de Arequito: si sus votos se vieron después frustrados, fue efecto de las circunstancias, y más que todo, de Bustos, que solo tenía en vista el gobierno de Córdoba, del que se apoderó para estacionarse definitivamente.

El 6 de enero, una partida de 10 o 15 hombres, al mando del sargento Torres del Regimiento de Dragones, fue acuchillada por una montonera santafesina, luego de que la noche anterior hubieran logrado un pequeño éxito.[cita requerida]

## El motín
La noche después de la llegada del ejército a la posta de Arequito, el coronel mayor Bustos, jefe interino del estado mayor general, apoyado por los coroneles Alejandro Heredia y José María Paz, dirigió la sublevación general de los cuerpos militares. Esa noche, el 8 de enero de 1820, Bustos dispuso que el servicio de vigilancia estuviera a cargo del 1° Escuadrón del Regimiento de Húsares de Tucumán, al mando del capitán Mariano Mendieta, que le era adicto.
En medio de la noche, los oficiales del Regimiento de Dragones de la Nación comandados por el mayor Giménez arrestaron a su jefe el coronel Cornelio Zelaya e iniciaron la sublevación, entregando la custodia del prisionero al teniente Hilario Basavilbaso del mismo regimiento. Al mismo tiempo era arrestado por el capitán Anselmo Acosta el coronel Manuel Guillermo Pinto, jefe del Batallón N.º 10 de Infantería. Parte del Regimiento N.º 2 y el 1.er Escuadrón del Regimiento de Húsares comandado por Paz, también tomaron las armas, siendo arrestado el coronel graduado Bruno Morón, jefe del N.º 2, luego de que intentara ponerse al frente de sus tropas. El mayor Castro asumió la jefatura de la fracción sublevada del regimiento.
Los sublevados se trasladaron a corta distancia del campamento de Fernández de la Cruz (a 1000 varas, u 8 cuadras) y formaron en posición de combate en espera del amanecer. Bustos se dirigió a la tienda de campaña de Fernández de la Cruz y lo despertó diciéndole Compañero, levántese que en el ejército hay gran movimiento, y luego se dirigió a incorporarse al grupo sublevado. Fernández de la Cruz reunió a los coroneles José León Domínguez, Gregorio Aráoz de Lamadrid, Blas José Pico, Benito Martínez y Manuel Ramírez, y al amanecer envió un ayudante hacia los sublevados a preguntarles Cuál era el significado de aquél movimiento y a órdenes de quién lo habían ejecutado, intimándoles retornar a sus puestos. Esto lo hizo por consejo de los coroneles, quienes a excepción de Aráoz de Lamadrid se pronunciaron por no realizar acción alguna.
Los jefes sublevados respondieron que aquellos cuerpos no seguirían haciendo la guerra civil y que se separaban del ejército para regresar al frente norte. Explícitamente se declararon neutrales en el enfrentamiento entre los federales y el Directorio, para no ser acusados de haberse pasado al enemigo. Bustos tenía en ese momento 1600 hombres, y Fernández de la Cruz, algo menos de 1.400. Con Fernández de la Cruz quedaron parte del Regimiento N.º 2 de Infantería, los regimientos de infantería N.º 3 y 9, comandados por Pico y por Domínguez, el 2° Escuadrón del Regimiento de Húsares de Tucumán (160 hombres) al mando de Aráoz de Lamadrid, y la artillería del Regimiento de Artillería de la Patria al mando de Ramírez.
Durante la mañana ambas facciones realizaron negociaciones, Fernández de la Cruz pidió que se le devolviese las caballadas y boyadas de pastoreo que correspondían a la comisaría, el parque y a los cuerpos que lo obedecían, todas las cuales estaban en poder de la caballería sublevada. Bustos aceptó a condición de que se le entregara la mitad del armamento y municiones del parque y reses de consumo, lo que Fernández de la Cruz pareció aceptar en un principio y ambas fracciones se alejaron una legua. Una vez que las boyadas y caballadas pedidas fueron entregadas al general Fernández de la Cruz y los jefes arrestados fueron liberados y reunidos con este, al mediodía inició su marcha hacia el sur, sin haber entregado la parte del parque y la comisaría prometidas.
Bustos ordenó a Heredia perseguir con toda la caballería a su exjefe, y lo alcanzó cuando estaba ya rodeado por los federales de López a dos leguas de camino. Fernández de la Cruz envió al coronel Benito Martínez a preguntar por qué eran perseguidos, a lo que Heredia respondió que: iba á exijir la parte del convoy que se había prometido, y sin la que no volvería, retornando Martínez a su fracción. Las montoneras santafesinas atacaron a las avanzadas y la mayor parte del piquete de infantería montada desertó de sus filas y se unió a Heredia. Martínez regresó con la contestación de Fernández de la Cruz, diciendo que el general Cruz se resignaba á todo, y que iba á contramarchar para volverse al campo, de donde acababa de salir. Ambas columnas retornaron al punto de partida y ocuparon de nuevo sus posiciones, pero durante la noche el resto del Regimiento N.º 2 y parte del Batallón N.º 10 y de los regimientos N.º 3 y 9, junto con parte de los artilleros, abandonaron el campo y se unieron a los sublevados. Durante la madrugada entre 300 y 400 montoneros atacaron el campo de Fernández de la Cruz, por lo que al amanecer Heredia envió al teniente Basavilbaso a amenazarlos con cargarlos si no cesaban sus ataques, expresándoles:

que si continuaban, los cargaría; que en cuanto á lo demás, el ejército se abstendría de toda hostilidad, y que en prueba de ello, se había hecho el movimiento y separación de que eran testigos, y que hasta entonces no se habían podido ellos mismos explicar.

Ante la explicación de Heredia, los montoneros santafesinos se retiraron a una legua y Fernández de la Cruz decidió entregar todo el ejército a Bustos. Inmediatamente después, toda la fuerza se reunió con Bustos, quien designó a Heredia como jefe del estado mayor general. Fernández de la Cruz y los jefes que lo acompañaban fueron puesto bajo una guardia que les garantizaba no ser apresados por las montoneras que los requerían. Antes de llegar a Córdoba fueron dejados en libertad de ir a donde quisiesen, por lo que la mayoría se dirigió a Tucumán, pero Fernández de la Cruz prefirió quedarse en Córdoba, hasta ser expulsado hacia Mendoza poco después junto con el exgobernador Manuel Antonio Castro.
Al día siguiente, Bustos inició el regreso a Córdoba, y el 12 de enero estaba en la posta de San José de la Esquina, en el límite con Córdoba. Desde allí escribió a López y a Rondeau, explicándoles las causas de lo ocurrido, y sus planes de regresar al norte. En una de esas cartas aclaraba que:

... las armas de la Patria, distraídas del todo de su objeto principal, ya no se empleaban sino en derramar sangre de sus conciudadanos, de los mismos cuyo sudor y trabajo les aseguraba la subsistencia.

## Después de Arequito
En la Herradura, sobre el río Tercero, Bustos fue alcanzado por el secretario de López, Cosme Maciel, y por el general chileno José Miguel Carrera, quienes llevaban la misión de ponerlo del lado de los federales, pero regresaron sin lograr convencerlo. Bustos llevó su ejército a Córdoba, donde a fines de enero fue recibido casi en triunfo. Poco antes había renunciado el gobernador Manuel Antonio Castro y había sido elegido gobernador interino José Javier Díaz, el jefe de los federales. Una asamblea declaró que:

... como provincia soberana y libre (Córdoba) no conoce la dependencia ni debe subordinación a otra; que mira como uno de sus principales deberes la fraternidad y unión con todas y las más estrechas relaciones de amistad con ellas, entre tanto todas reunidas en Congreso General se ajustan los tratados de una verdadera federación en paz y en guerra, a que aspira la conformidad de los demás. Que concurrirá con todos sus esfuerzos y cuanto penda de sus recursos a la guerra del enemigo de la libertad común, aun cuando no se haya organizado la federación de las provincias ...

Esto es, los mismos sentimientos que sostenían Bustos y los demás participantes en el motín de Arequito.
Por su parte, Rondeau enfrentó a Ramírez y a López con sus solas fuerzas en la Batalla de Cepeda y en la cañada fue completamente derrotado el 1 de febrero de 1820. Apenas una semana más tarde, renunció y se disolvó el Congreso que había sido “de Tucumán”. No hubo un nuevo director supremo: por presión de López y Ramírez, Buenos Aires se nombró un gobernador y firmó el Tratado del Pilar con los federales. Casi simultáneamente Felipe Ibarra se apoderaba del mando en Santiago del Estero. Las autoridades nacionales cesaron. Comenzaba en el país la Anarquía del Año XX.
Estando en Córdoba, Bustos se enteró del fin del Directorio, y se abocó a la tarea de reorganizar el país, posponiendo el regreso del Ejército al Norte. Para eso debía organizar primero la provincia en la que estaba, que también era la suya. Por otro lado, el gobernador interino Díaz anunció que pensaba asociarse a los caudillos del Litoral en su lucha contra Buenos Aires; esto es, firmar algún tratado de alianza con Artigas, Ramírez o López.
Ese no era el objetivo de Bustos, por lo que se opuso activamente a la política de Díaz. En busca de aliados para esa oposición, se acercó a los federales de Juan Pablo Bulnes, que estaban alejados del grupo de Díaz, y varios personajes locales que habían rodeado al gobernador Castro. Con el apoyo de estos, fue elegido gobernador titular el 19 de marzo.
A continuación, Bustos se dedicó a gobernar la provincia y a mediar entre López y el gobierno de Buenos Aires, que habían vuelto a enfrentarse. Envió al coronel Heredia con una parte del Ejército hacia las provincias del norte, como avanzada de la prometida marcha del grueso del mismo hacia el frente de guerra. Pero ni Heredia llegó a luchar contra los realistas (su fuerza fue usada por Güemes para la guerra civil contra el gobernador de Tucumán – y fue derrotada), ni Bustos llegaría a enviar o dirigir el resto del ejército en esa dirección.
Las fuerzas que quedaron a Bustos fueron utilizadas para la defensa contra los indígenas de la Pampa y del Chaco, y al año siguiente para repeler el ataque combinado de Francisco Ramírez y José Miguel Carrera, que devastaron la provincia.

## Valoración del hecho histórico
El motín de Arequito gozó por mucho tiempo de muy mala fama. Los cronistas que escribieron sobre él, especialmente Lamadrid y Paz, lo tacharon de traición a la patria o de oscuro golpe destinado a colocar a Bustos en el gobierno cordobés, y nada más. Los historiadores clásicos de la segunda mitad del siglo XIX, comenzando por Bartolomé Mitre y Vicente Fidel López lo acusaron sin más de ambas cosas.[cita requerida] Nadie se atrevió a defender a Bustos y a sus seguidores, y la derrota del Partido Federal en las guerras civiles llevó al triunfo a sus enemigos, con lo que este punto de vista fue el único que sobrevivió. La escuela historiográfica tradicional, formada por sucesores de Mitre, repitió el mismo punto de vista sin dudarlo. La consecuencia inmediata del motín de Arequito fue el surgimiento de la Anarquía del Año XX y la continuación de las guerras civiles en Argentina que se prolongaron por medio siglo demorándose, en casi igual tiempo, el proceso de formación del estado argentino. 
Muchos años más tarde, la escuela del revisionismo histórico argentino comenzó a ver el motín de Arequito con otros ojos. Además, los historiadores cordobeses valoraron a sus primeros gobernadores autónomos, que habían apoyado o participado del mismo. A mediados del siglo XX, con el revisionismo histórico firmemente afianzado, y con el apogeo de la sobrevaloración histórica de San Martín (que también se había negado a participar en esa guerra civil), el Motín de Arequito fue visto como un paso importante en la formación de la Argentina.
En efecto: la sublevación del Ejército del Norte permitió a las provincias imponerse por primera vez al gobierno centralista de Buenos Aires, hizo desaparecer la Constitución Argentina de 1819, de carácter unitario, permitió la aparición del gobierno autónomo de la provincia de Buenos Aires, igualó los derechos de todos los pueblos y abrió el camino para un entendimiento igualitario entre todas las provincias pero cuya resolución se reveló como muy difícil, como que todavía hubo otros 50 años de guerra civil en la Argentina para concluir con este conflicto.[cita requerida]
El motín fue un acto de desobediencia castrense, pero desde el punto de sus causas y de sus resultados políticos, fue un paso hacia la democracia igualitaria de los pueblos, analizada desde el punto de vista de la forma de constitución del Estado argentino.